# 坂出市営バス
坂出市営バス（さかいでしえいバス）は、香川県坂出市で運行しているコミュニティバス。琴参バスに運行委託している。2000年4月1日から運行を開始した。デジタル乗車券の販売も開始しており、「坂出市内全線1日フリー乗車券」は「RYDE PASS」アプリで購入可能となっている。

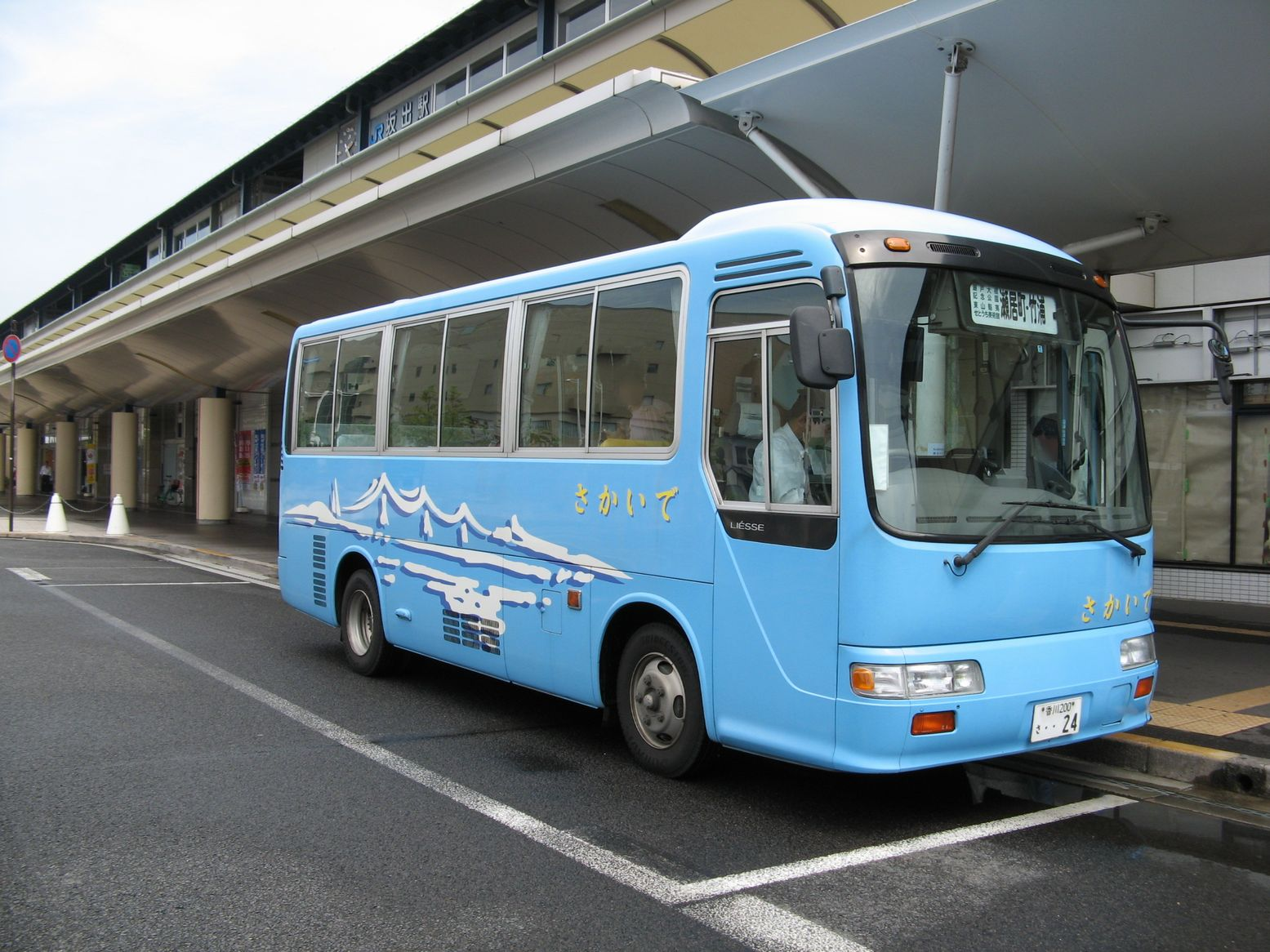
坂出駅前にて

## 概要
- 坂出市街と、番ノ州地域及び地続きとなった沙弥島・瀬居島を結ぶ。瀬戸大橋の高架下を並行するが、路線は同橋と無関係である。
- 運賃は160～490円。小人は半額（10円未満は切り上げ）。

## 路線
自家用有償運送である瀬居線
- 坂出駅前～番の州公園～川崎造船～沙弥島万葉会館～瀬戸大橋記念公園～東山魁夷せとうち美術館～三菱化学～四国電力～瀬居郵便局～瀬居中学校～瀬居町竹浦